# ادوارد ایزاک آسر

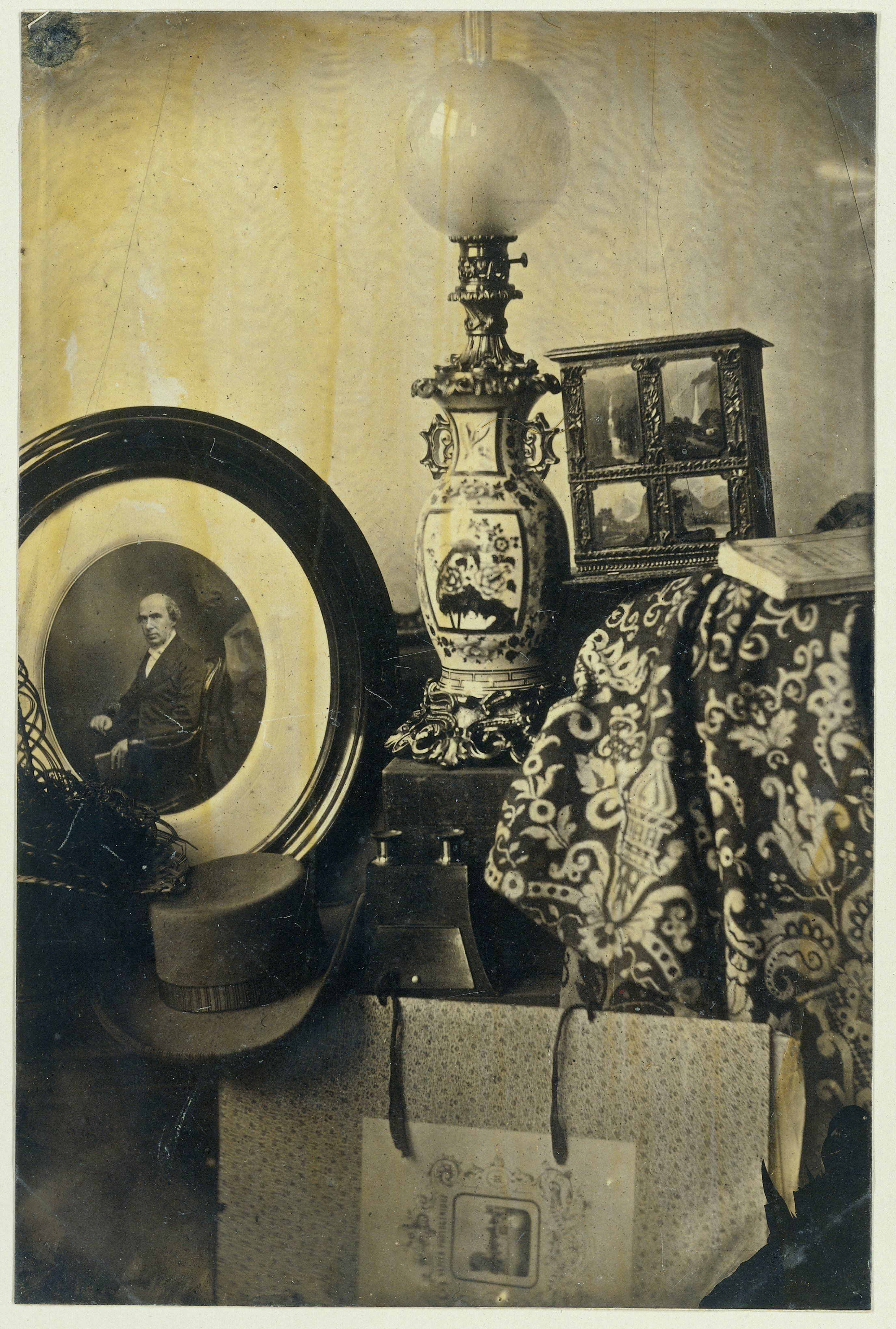

ادوارد ایزاک آسر (انگلیسی: Eduard Isaac Asser؛ ۱۹ اکتبر ۱۸۰۹ – September 21, 1894) عکاس اهل هلند بود.

## زندگی‌نامه
آسر در آمستردام متولد شد و وكیل موفقی شد که توانست با درآمد خوبی که داشت هزینه علاقه‌مندیش با کار عکاسی را بپردازد.